# Myuroclada maximowiczii
Myuroclada maximowiczii là một loài Rêu trong họ Brachytheciaceae. Loài này được (G.G. Borshch.) Steere & W.B. Schofield mô tả khoa học đầu tiên năm 1956.